# Velislavova ilustrirana Biblija
Velislavova ilustrirana Biblija (latinsko Velislai biblia picta) je ilustriran rokopis, napisan v letih 1325–1349. Rokopis je nekakšna slikanica, saj je besedilo omejeno na kratke naslove in podnapise 747 slik iz Stare in Nove zaveze, spisov o Antikristu in legend o svetnikih, zlasti o svetemu Venceslavu. Biblija je torej primer Bibliae pauperum (Sveto pismo revnih, se pravi nepismenih), vendar ne tipičen, ker vsebuje mnogo več ilustracij. Večina ilustracij so risbe s črnilom, nekaj pa je tudi barvnih.
Rokopis obsega 188 listov pergamenta velikosti 307 x 245 mm. Nahaja se v Češki nacionalni knjižnici (Národní knihovna Ceské republiky) v Pragi. Ustvarilo ga je več umetnikov,  verjetno za kanonika Velislava († 1367), notarja kralja Ivana Češkega in njegovega sina Karla IV., cesarja Svetega rimskega cesarstva, ki sta imela sedež v Pragi.